# گمینا کلوکووو
گمینا کلوکووو (به لهستانی:  Gmina Klukowo) یک گمینا در لهستان است که در شهرستان وسوکیه مازوویتسکیه واقع شده‌است. گمینا کلوکووو ۱۲۳٫۷۷ کیلومتر مربع مساحت و ۴٬۵۵۷ نفر جمعیت دارد.